# ㅆ
ㅆは、ハングルを構成する子音字母のひとつ。ㅅを重ねて作った合成字母。サンシオッ（쌍시옷、二つのシオッ、韓国）またはトェンシウッ（된시읏、硬いシウッ、北朝鮮）と呼ばれる。硬音を表す。
『訓民正音』当時の濃音も含めた場合の配列順は、最初の「ㄱ」から17番目であった。

## 音声
舌端を歯茎近くに近づけて、その隙間を呼気が通ることによっておこる歯茎摩擦音の一種を表す。朝鮮語の歯茎摩擦音には喉頭緊張（テンス）を伴うかそうでないかによって二系統が存在する。この字母は喉頭緊張を伴う硬音を表している。音素記号は/s'/などで表記される。
初声では無声歯茎摩擦音の硬音[s']として現れる。ただし母音/ㅣ/（[i]）や二重母音/ㅑ, ㅕ, ㅛ, ㅠ, ㅖ, ㅒ/（[j]系の半母音）の前では口蓋化して無声歯茎硬口蓋摩擦音[ɕ']となり、母音/ㅗ/（[o]・/ㅜ/（[u]）や二重母音/ㅘ, ㅝ, ㅚ, ㅙ, ㅞ, ㅟ/（[w]系の半母音）の前では円唇化して[sʷ']となる。*
また休止の前や無声子音の前の終声では舌端を歯茎に密着させて出す内破音[t̚]となる。これは/ㄷ/の終声と同じ音である。母音の前では初声化するので無声歯茎摩擦音の硬音[s']などが現れる。
終声にこの字母が使われるのは、存在詞の 있, 未来形を表す語尾 겠, 過去形を表す語尾 았/었である。
外来語の表記では、日本語の「つ」を表記する際、[t͡s]の発音が朝鮮語には存在しないため、近似音としてこの子音字母を用い、「쓰」とするのが国立国語院告示の正式な表記である（「츠」や「쯔」が使われることもある）。中国語の表記ではsにこの字母を使い（例:四川/Sichuan→쓰촨）、ㅅはshに使われる（例:上海/Shanghai→상하이）。また、英語などの[s]は通常「ㅅ」を使うが、稀にこの字母になることがある（例:sun→썬）。
訓民正音によれば、全濁であるため、終声に用いれば「入声」となるとされていた。1930年の諺文綴字法以前は、終声表記は実際の発音に合わせてㄱ・ㄴ・ㄷ・ㄹ・ㅁ・ㅂ・ㅅ・ㆁ（後にㅇと書かれるようになり、また近世朝鮮語で[s]が[t]に変わりその終声の表記もㅅに統一されㄷが使用されなくなる傾向が見られるようになった）の8種類のみが用いられることが多く、表記としての終声ㅆが登場するのは一部の資料に限られており、現代の終声ㅆに相当するものはㅅと書かれることが多かった。1930年の諺文綴字法では一部の激音や濃音などの終声表記が認められたが、それでも依然終声ㅆの表記は認められず、最終的に終声ㅆの表記が公認されたのは、1933年の朝鮮語綴字法統一案においてであった。また北朝鮮の1948年の朝鮮語新綴字法では、ㅆの名称はㅆを直接「-ㅣ으-」の語形に当てはめた「씨읐」とされたが、現在ではこの名称は用いられない。
*国際音声字母には硬音を表す記号がないためここでは便宜上「'」を用いて表記した。
| 音価 | 終声字                     | 複合終声字           | 複合終声字 |
| 音価 | 終声字                     | 前                   | 後         |
| ---- | -------------------------- | -------------------- | ---------- |
| ㄱ   | ㄱ, ㅋ, ㄲ                 | ㄳ                   | ㄺ         |
| ㄷ   | ㄷ, ㅅ, ㅆ, ㅈ, ㅊ, ㅌ, ㅎ |                      |            |
| ㅂ   | ㅂ, ㅍ                     | ㅄ                   | (ㄼ), ㄿ   |
| ㄹ   | ㄹ                         | ㄼ, ㄽ, ㄾ, ㅀ, (ㄺ) |            |
| ㄴ   | ㄴ                         | ㄵ, ㄶ               |            |
| ㅁ   | ㅁ                         |                      | ㄻ         |
| ㅇ   | ㅇ                         |                      |            |

## 訓民正音
訓民正音初声体系では全濁の歯音に分類されており、訓民正音の世宗序では「ㅅ齒音如戌字初發聲 竝書如邪字初發聲」と規定されている。『訓民正音解例』制字解に全清を並書すると全濁となるとある。ここでいう全濁は濁音（有声音）ではなく、当時においても硬音であったと推測されている。この各字並書（同じ字母を並べたもの）のㅆはもっぱら漢字音の濁音表記にも用いられた。一方で固有語の語頭にもㅆが用いられてきたが、これは合用並書（異なる字母を並べたもの）であるとする意見がある。それはㅅ系の合用並書が硬音を表すための符号であったという説があるためである。
サンシオッという名称は1933年の朝鮮語綴字法統一案によって名付けられた。

### 漢字音表記
当時の中国語の歯音には朝鮮語にない歯頭音（舌尖と上歯茎で調音される歯音）と正歯音（舌尖を下歯茎につけたまま盛り上げた舌端と上歯茎で調音される歯音）の区別があった。『訓民正音』ではこれを表記するために、歯頭音（邪母）には左払いが長い「ᄽ」、正歯音（禅母）には右払いが長い「ᄿ」のような字形を用意している。

## ラテン文字転写
文化観光部2000年式、マッキューン＝ライシャワー式共に初声の場合ss、終声の場合tと表記される。

## 文字コード
| 名称                       | 用途   | コード | HTML実体参照コード | 表示 |
| HANGUL LETTER SSANGSIOS    | 単体   | U+3146 | &#12614;           | ㅆ   |
| HANGUL CHOSEONG SSANGSIOS  | 初声用 | U+110B | &#4362;            | ᄊ   |
| HANGUL JONGSEONG SSANGSIOS | 終声用 | U+11BC | &#4539;            | ᆻ     |

- 歯頭音

| 名称                              | 用途   | コード | HTML実体参照コード | 表示 |
| HANGUL CHOSEONG CHITUEUMSSANGSIOS | 初声用 | U+113D | &#4413;            | ᄽ   |

- 正歯音

| 名称                                 | 用途   | コード | HTML実体参照コード | 表示 |
| HANGUL CHOSEONG CEONGCHIEUMSSANGSIOS | 初声用 | U+113F | &#4415;            | ᄿ   |